# Mikołajewo (Braniewo)
Mikołajewo (deutsch Blumberg) ist ein Dorf in der polnischen Woiwodschaft Ermland-Masuren. Es gehört zur Gmina Braniewo (Landgemeinde Braunsberg) im Powiat Braniewski (Kreis Braunsberg).

## Geographische Lage
Mikołajewo liegt im Nordwesten der Woiwodschaft Ermland-Masuren, 13 Kilometer südöstlich der Kreisstadt Braniewo (Braunsberg).

## Geschichte
Blumberg war ein kleines ostpreußisches Dorf. Als Wohnplatz zugehörig war der Weiler Katzenzagel (polnisch Kocia Kępa). Im Jahre 1874 wurde die Landgemeinde Blumberg in den neu errichteten Amtsbezirk Tolksdorf (polnisch Tolkowiec) im Kreis Braunsberg, Regierungsbezirk Königsberg, aufgenommen, zu dem sie bis 1945 gehörte.
120 Einwohner waren im Jahre 1910 in Blumberg registriert. Ihre Zahl belief sich 1933 auf 127 und 1939 auf 121.
Nach Abtretung des gesamten südlichen Ostpreußen an Polen 1945 in Kriegsfolge erhielt Blumberg die polnische Namensform „Mikołajewo“. Heute ist das Dorf eine Ortschaft im Verbund der Gmina Braniewo (Landgemeinde Braunsberg) im Powiat Braniewski (Kreis Braunsberg), von 1975 bis 1998 der Woiwodschaft Elbląg, seither der Woiwodschaft Ermland-Masuren zugehörig. Im Jahre 2021 zählte Mikołajewo 17 Einwohner.

## Religion
Mikołajewo gehört heute wie auch schon Blumberg vor 1945 zur römisch-katholischen Pfarrei St. Martin in Tolkowiec (Tolksdorf) im jetzigen Erzbistum Ermland. Bis 1945 war das Dorf außerdem in die evangelische Pfarrkirche Mehlsack (polnisch Pieniężno) in der Kirchenprovinz Ostpreußen der Kirche der Altpreußischen Union einbezogen. Jetzt ist das Dorf der Diözese Masuren der Evangelisch-Augsburgischen Kirche in Polen zugeordnet.

## Verkehr
Mikołajewo liegt südlich der polnischen Woiwodschaftsstraße 507 (frühere deutsche Reichsstraße 142) und ist über die Abzweige in Lipowina (Lindenau) bzw. Wola Lipowska (Breitlinde) direkt zu erreichen.
Die nächste Bahnstation ist Jarzębiec (Schönau) an der Bahnstrecke Olsztyn Gutkowo–Braniewo der Polnischen Staatsbahn.